# Shugborough Hall

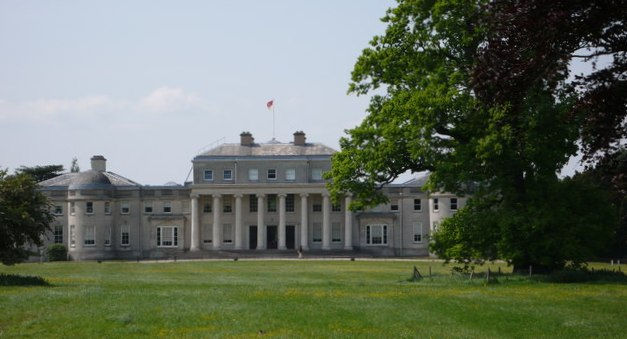
Shugborough Hall

Shugborough Hall ist ein englischer Landsitz in Great Haywood, Staffordshire.
Etwa bis zur Zeit um 1540 gehörte er den Bischöfen von Lichfield. Das Anwesen ist heute der Familiensitz der Earls of Lichfield deren Vorfahren es 1624 erwarben.
Im Park befinden sich verschiedene Bauwerke, darunter ein Schafhirtendenkmal von Peter Scheemakers mit einer rätselhaften Inschrift.
2019 wurde Shugborough Hall von rund 246.000 Personen besucht. 2024 betrug die Besucherzahl etwa 291.000 Personen.